# Jean-Christophe Béchet
 (avril 2024).
Si vous disposez d'ouvrages ou d'articles de référence ou si vous connaissez des sites web de qualité traitant du thème abordé ici, merci de compléter l'article en donnant les références utiles à sa vérifiabilité et en les liant à la section « Notes et références ».
Jean-Christophe Béchet (né en 1964 à Marseille) est un photographe français, principalement photographe du « réel », entre reportage et paysage. Il est aussi journaliste et auteur d’ouvrages spécialisés sur la photographie. Il vit et travaille depuis 1990 à Paris.
Héritier de la photographie de rue, qu’elle soit américaine, française ou japonaise, il s’emploie à renouveler ce genre sans abandonner le terrain du « document subjectif », associant reportage et paysage, portrait et architecture, poésie et engagement politique. Son regard sur le monde se construit livre par livre. 
Depuis 2002, il a publié une vingtaine de monographies. Après avoir été représenté par la galerie parisienne « Les Douches, la Galerie » de 2005 à 2020, son travail est présenté aujourd'hui par « La galerie des Photographes » à Paris.
Il est invité permanent de la rédaction de Fisheye.

## Biographie
Après des études à l’École nationale supérieure de la photographie d’Arles, il devient photographe en 1988.
Il a été rédacteur en chef des Hors Séries de Réponses Photo jusqu'en 2014

## Publications

### Livres

#### Années 2020
- Concevoir un portfolio de photographie (avec Sylvie Hugues), Paris, éditions Eyrolles, 2020   (ISBN 978-2-212-67865-9)
- Jean-Christophe Béchet, Sylvie Hugues, Jean-Luc Monterosso, Michel Poivert,, Macadam Color Street Photo, Paris, Éditions Loco, 2022, 192 p. (ISBN 978-2-843140-66-2)

#### Années 2010
- 2019 : Habana Song, éditions Loco  (ISBN 9782843140181)
- 2018 : Carnets # 10 : Eureka Usa, éditions Trans Photographic Press
- 2018 : Carnets # 9 : Petits Paysages Américains, éditions Trans Photographic Press
- 2018 : Carnets # 8 : American Animals, éditions Trans Photographic Press
- 2016 : European Puzzle, éditions Loco
- 2015 : Carnets # 7 : Gunung, éditions Trans Photographic Press
- 2015 : Carnets # 6 : 72,03%, éd. Trans Photographic Press
- 2013 : Marseille, Ville Natale, éditions Trans Photographic Press
- 2012 : Carnets # 5 : Minéral /Altitude, éditions Trans Photographic Press
- 2012 : Carnets # 4 : Tombouctou, peut-être, éd. Trans Photographic Press
- 2011 : American Puzzle, éditions Trans Photographic Press
- 2014 : Petite philosophie pratique de la prise de vue photographique (avec Pauline Kasprzak), Creaphis éditions
- 2015 : Orlando, 6 AM, éditions Poetry Wanted
- 2016 : Influences. Un jeu photographique, Éditions de la Martinière  (ISBN 9782732477367)

#### Années 2000
- 2002 : Electric’ cités, éditions Marval
- 2010 : Carnets # 3 : Discontinué…, éditions Trans Photographic Press
- 2008 : Carnets # 2 : Climats, éditions Trans Photographic Press
- 2008 : Carnets # 1 : Noir Vertical, éditions Trans Photographic Press
- 2006 : Vues no 0, un manifeste éditions Trans Photographic Press
- 2005 : Tokyo Station, éditions Trans Photographic Press
- 2004 : Sax, Sex, 23h, éditions Filigranes

### Articles de presse
- « Pourquoi le noir et blanc », Réponses Photo, hors-série no 10, 2010, p. 5-10.
- « No Color », avec Sylvie Hugues, Fisheye, hors-série no 2, automne 2015.
- « Enquête sur le phénomène Vivian Maier », Fisheye, hors-série no 2, automne 2015, p. 6-21.
- « Le retour du réel », dans : Fisheye, no 16, janvier-février  2016, p. 16.
- « L’électronique, cette drogue douce », Fisheye, no 18, mai-juin  2016, p. 18.

## Expositions
Liste non exhaustive
- « European Puzzle », Maison de la photographie Robert-Doisneau à Gentilly, dans le cadre du Mois de la photo Grand Paris, avril 2017.
- « European Puzzle », Stimultania, Strasbourg du 27 avril au 26 août 2018[1].
- « Macadam Color Street Photo », Fisheye Gallery, Paris, du 15 juin au 02 juillet 2022